# Petrich Peak
Petrich Peak är en bergstopp i den centrala delen av Bowles Ridge på Sydshetlandsöarna i Antarktis. Argentina, Chile och Storbritannien gör anspråk på området. Toppen på Petrich Peak är 760 meter över havet. Petrich Peak uppkallades efter staden Petritj i sydvästra Bulgarien.
Närmaste befolkade plats är forskningsstationen St. Kliment Ohridski, 9,0 kilometer väster om Petrich Peak. 